# Ágios Vassílios (Viánnos, Héraklion)
 (juin 2025).
Pour les articles homonymes, voir Ágios Vassílios.
Ágios Vassílios (grec moderne : Άγιος Βασίλειος) est une localité située dans le dème de Viánnos, dans le district régional d'Héraklion, dans la périphérie de Crète, en Grèce.
Selon le recensement de 2021, elle compte 123 habitants.